# 成都府

成都府在四川省的位置（1820年）

成都府，是一個唐朝时開始设置的府，沿用了1156年的行政規劃，直至1913年，是使用时间最长的府名。
唐朝至德二年（757年），以蜀郡为唐玄宗幸蜀驻跸之地升为成都府，建号南京；上元元年（760年）唐肅宗罢京号；其治所位在成都县、蜀县，並有剑南西川节度使駐紮，下辖十县：成都、华阳、新都、新繁、犀浦、双流、广都、郫、温江、灵池。宋朝辖境相当今四川省成都、新都、郫县、温江、双流等市县級地方行政單位。1255年前後，蒙古入蜀，改为成都路。明朝洪武四年（1371年）恢復为成都府；辖境东起今四川省绵阳、德阳、简阳、资阳等市級地方行政單位，西至邛崃山、及仁寿、崇州等县市級地方行政單位，北至安县、茂县等县，南达内江、井研等市县級地方行政單位。
其在明清時期为四川省会。辛亥革命后，因全中国废府州厅，于1913年废。

## 历任长官
唐朝成都尹
兼任剑南节度使
- 李之芳（758年—759年）
- 裴冕（759年—760年）
- 李国贞（760年—761年）
- 崔光远（761年）
- 严武（761年—762年）
- 高适（762年—763年）
- 严武（764年—765年）
- 郭英乂（765年）
- 杜鸿渐（766年—767年）
- 崔宁（767年—779年）
- 张延赏（779年—785年）
- 韦皋（785年—805年）
- 袁滋（805年，未任）
- 刘辟（805年—806年）
- 高崇文（806年—807年）
- 武元衡（807年—813年）
- 李夷简（813年—818年）
- 王播（818年—821年）
- 段文昌（821年—823年）
- 杜元颖（823年—829年）
- 郭钊（829年—830年）
- 李德裕（830年—832年）
- 段文昌（832年—835年）
- 杨嗣复（835年—837年）
- 李固言（837年—841年）
- 崔郸（841年—847年）
- 李回（847年—848年）
- 杜悰（848年—852年）
- 白敏中（852年—857年）
- 魏謩（857年—858年）
- 李景让（858年—859年）
- 杜悰（859年—860年）
- 夏侯孜（860年—862年）
- 萧邺（862年—864年）
- 李福（864年—866年）
- 刘潼（866年—868年）
- 卢耽（868年—870年）
- 李佶（869年，遥领）
- 吴行鲁（870年—871年）
- 路岩（871年—873年）
- 牛丛（873年—875年）
- 高骈（875年—878年）
- 崔安潜（878年—880年）
- 陈敬瑄（880年—891年）
- 韦昭度（888年—889年，未任）
- 李茂贞（897年，未任）
- 王建（891年—907年）[2]

前蜀成都尹
- 周博雅（908年）
- 崔隐（908年）
- 潘峤（913年）
- 韩昭（920年—925年）

后唐成都尹兼西川节度使
- 孟知祥（925年—934年）

后蜀成都尹
- 韩保贞（958年）

宋朝成都尹
- 吕余庆（965年—968年）
- 刘熙古（968年—972年）
- 郑牧（973年—974年）
- 吕端（975年—978年）
- 程羽（978年—980年）
- 辛仲甫（980年—984年）
- 高冕（984年—985年）
- 宋珰（985年—989年）
- 许骧（989年—991年）
- 吴元载（991年—994年）
- 郭载（994年）
- 雷有终（994年）
- 张詠（994年—998年）
- 牛冕（998年—1000年）
- 雷有终（1000年—1001年）
- 宋太初（1001年）
- 马知节（1001年—1003年）
- 黄观（1003年）
- 张詠（1003年—1006年）
- 任中正（1006年—1011年）
- 李仕衡（1012年—1013年）
- 凌策（1013年—1016年）
- 王曙（1016年—1018年）
- 赵缜（1018年—1020年）
- 寇瑊（1020年—1023年）
- 薛田（1023年—1026年）
- 薛奎（1026年—1028年）
- 程琳（1028年—1030年）
- 韩亿（1030年—1032年）
- 王鬷（1033年—1037年）
- 张逸（1037年—1040年）
- 任中师（1040年—1041年）
- 杨日严（1041年—1043年）
- 蒋堂（1043年—1044年）
- 文彦博（1044年—1047年）
- 程戡（1047年—1048年）
- 田况（1048年—1050年）
- 杨察（1050年—1052年）
- 程戡（1052年—1054年）
- 张方平（1054年—1056年）
- 宋祁（1056年—1058年）
- 王素（1058年—1060年）
- 吴奎（1060年）
- 吕公弼（1060年—1063年）
- 韩绛（1063年—1064年）
- 赵抃（1064年—1067年）
- 张焘（1067年—1069年）
- 陆诜（1069年—1070年）
- 吴中复（1070年—1072年）
- 赵抃（1072年—1074年）
- 蔡延庆（1074年—1076年）
- 冯京（1076年）
- 刘庠（1076年—1079年）
- 张诜（1080年—1081年）
- 邓润甫（1081年—1082年）
- 吕大防（1082年—1085年）
- 许将（1085年—1087年）
- 李之纯（1087年—1090年）
- 胡宗愈（1090年—1092年）
- 蔡京（1092年—1094年）
- 王觌（1094年）
- 王略（1094年）
- 刘奉世（1095年—1096年）
- 郑雍（1096年—1098年）
- 李南公（1098年—1099年）
- 孙路（1099年）
- 路昌衡（1100年）
- 王古（1101年）
- 吕嘉问（1102年）
- 虞策（1104年—1105年）
- 席旦（1107年—1108年）
- 蒋之翰（1110年）
- 吴栻（1111年）
- 席旦（1112年—1113年）
- 吴栻（1113年）
- 庞恭孙（1113年）
- 许光凝（1114年—1115年）
- 周焘（1117年）
- 孙义叟（1117年—1118年）
- 席贡（1119年—1123年）
- 王复（1123年—1125年）
- 卢法原（1126年—1127年）[3][4]

## 文化影响
由于成都府有两个附郭县（成都县、华阳县），即成都市区分别被两个县管辖，故有俗语“成都到华阳，县过县”，指成都和华阳距离很近。（也有说法是谐音“现过现”，商人用来指代“现钱买现货”）

## 延伸阅读
[在维基数据编辑]
 《欽定古今圖書集成·方輿彙編·職方典·成都府部》，出自陈梦雷《古今圖書集成》